# NGC 5294
NGC 5294 је елиптична галаксија у сазвежђу Велики медвед која се налази на NGC листи објеката дубоког неба.
Деклинација објекта је + 55° 17' 25" а ректасцензија 13h 45m 18,2s. Привидна величина (магнитуда) објекта NGC 5294 износи 14,2 а фотографска магнитуда 15,2. NGC 5294 је још познат и под ознакама CGCG 271-61, CGCG 272-6, PGC 48761.